# Francisco Navarro (football)
Ne doit pas être confondu avec Francisco Navarro (cycliste espagnol).
Francisco Navarro (né le 7 avril 1933 à Melilla en Espagne) est un joueur de football espagnol, qui évoluait au poste de défenseur.

## Biographie
Il dispute avec les Girondins de Bordeaux, 77 matchs en Division 1, marquant un but, et 61 matchs en Division 2, inscrivant cinq buts. Il joue également un match en Coupe de l'UEFA.
Le 8 mars 1959, il inscrit avec les Girondins un doublé en Division 2, lors de la réception du FC Metz.
Avec les Girondins, il est vice-champion de France en 1966, et dispute une finale de Coupe de France, perdue face à Lyon.
Après sa carrière de joueur, il entraîne l'Entente sportive La Rochelle, qu'il mène jusqu'en CFA.

## Palmarès
Girondins de Bordeaux
| - Championnat de France : - Vice-champion : 1965-66. - Coupe de France : - Finaliste : 1963-64. |